# Ismael Sánchez Estevan
Ismael Sánchez y Estevan (Oviedo, 1879-Madrid, 1962) fue un periodista y escritor español.

## Biografía
Nacido el 5 de diciembre de 1879 en Oviedo, ejerció el periodismo. El Ayuntamiento de Madrid le premió una comedia dramática titulada Rita Luna y el Ministerio de Instrucción Pública le premió también una Biografía de Lope de Vega (Madrid, 1923). Sánchez Estevan, que fue secretario de la Asociación de la Prensa de Madrid y fundador de la de Salamanca, falleció en 1962 en Madrid, hacia finales del mes de julio.